# Erigonoplus spinifemuralis
Erigonoplus spinifemuralis är en spindelart som beskrevs av Dimitrov 2003. Erigonoplus spinifemuralis ingår i släktet Erigonoplus och familjen täckvävarspindlar.
Artens utbredningsområde är Bulgarien. Inga underarter finns listade i Catalogue of Life.